# Alberto Elia
Alberto Elia (Tarquinia, 12 agosto 1985) è un pallavolista italiano, centrale del Tricolore.

## Carriera

### Club
La carriera di Alberto Elia comincia nel 2004, entrando a far parte della squadra giovanile del Treviso: la stagione successiva fa il suo esordio in prima squadra, in Serie A1, collezionando qualche sporadica apparizione.
Nella stagione 2006-07 passa alla Reima Crema, in Serie A2, stessa categoria dove resterà anche la stagione successiva vestendo la maglia del Catania; anche nell'annata 2008-09 è in serie cadetta con la M. Roma.
Nella stagione 2009-10 viene ingaggiato dalla Prisma Taranto, in Serie A1, ma la stagione successiva è nuovamente in Serie A2 con la Lupi Santa Croce: con la squadra toscana si aggiudica la coppa Italia di categoria.
Nella stagione 2011-12 si trasferisce alla New Mater di Castellana Grotte, dove resta per due stagioni, vincendo nuovamente la Coppa Italia di Serie A2 e ottenendo la promozione in massima divisione. Nella stagione 2013-14 passa al Milano, in serie cadetta, con cui ottiene la promozione in Superlega, categoria dove resta anche nella stagione successiva con lo stesso club.
Per il campionato 2015-16 viene ingaggiato dalla Sir Safety Perugia, sempre in Superlega, mentre in quello successivo è nella serie cadetta nuovamente con il club di Santa Croce sull'Arno, dove gioca per due campionati. Ritorna nella massima divisione nazionale per l'annata 2018-19 accasandosi alla Porto Robur Costa di Ravenna, per poi difendere i colori della Top Volley Latina per la stagione 2019-20.
Nell'annata 2020-21 firma per l'Olimpia SBV Galatina, in Serie A3, mentre in quella successiva è all'Impavida Ortona, in Serie A2, dove resta anche nel campionato 2022-23, ma vestendo la maglia del Tricolore.

## Palmarès

### Club
- Coppa Italia di Serie A2: 2

2010-11, 2011-12

### Nazionale (competizioni minori)
- Campionato europeo under 19 2003